# 164. vestlige længdekreds
Den 164. vestlige længdekreds (eller 164 grader vestlig længde) er en længdekreds, der ligger 164 grader vest for nulmeridianen. Den løber gennem Ishavet, Nordamerika, Stillehavet, det Sydlige Ishav og Antarktis.